# 布雷纳 (埃罗省)
布雷纳（法語：Brenas）是法国埃罗省的一个市镇，属于洛代夫区（Lodève）吕纳县（Lunas）。该市镇总面积10.59平方公里，2009年时的人口为44人。

## 人口
布雷纳人口变化图示